# Agordo
Agordo  es una localidad italiana de la provincia de Belluno, región de Véneto, con 4.235 habitantes.

## Evolución demográfica
| Gráfica de evolución demográfica de Agordo entre 1861 y 2001 |
|                                                              |
| Fuente ISTAT - elaboración gráfica de Wikipedia              |